# Andrei Sangheli
Andrei Sangheli (n. 20 iulie 1944, satul Grinăuți, raionul Ocnița) este un om politic moldovean, care a îndeplinit funcția de prim-ministru al Republicii Moldova între 1992-1997.

## Biografie
Andrei Sangheli s-a născut la data de 20 iulie 1944, în satul Grinăuți, raionul Ocnița, RSS Moldovenească. A absolvit cursurile Institutului Agronomic „Mihail Frunze” din Chișinău în anul 1971 și apoi pe cele ale Școlii de partid de la Kiev. Este de profesie inginer agronom.
A fost membru al Partidului Comunist din Uniunea Sovietică între anii 1967-1991. În perioada 1972-1975, a fost agronom-șef la colhozul Kotovsk din raionul Drochia (Republica Moldova). Apoi devine locțiitor al directorului și director al Sovhozului - Tehnicum „Ion Soltîs” și a Fermei de fructe și legume din satul Kamienski.
Ulterior a făcut parte din organele Sovietului din orașele Kamenka și Dondușeni, în calitate de locțiitor al Președintelui Consiliului republican al colhozurilor. Din anul 1986 este prim-vicepreședinte al Consiliului de Miniștri și Președinte al Comitetului de Stat pentru complexul agroindustrial.
Din anul 1989 este prim-locțiitor al Președintelui Consiliului de Miniștri, apoi din anul 1990 îndeplinește funcția de ministru al agriculturii și industriei alimentare.

## Cariera politică
La 2 martie 1992 Republica Moldova devine membră cu drepturi depline al Organizației Națiunilor Unite (ONU) și aproape concomitent este atrasă în conflicte armate cu două regiuni separatiste ale ei - cea transnistreană și cea populată preponderent de găgăuzi. Conflictul militar din regiunea Transnistriei a luat proporții și a făcut numeroase victime, fiind stopat printr-o convenție semnată la 21 iulie 1992 de Mircea Snegur și președintele Rusiei, Boris Elțîn.
La data de 1 iulie 1992, președintele Republicii Moldova, Mircea Snegur, îl desemnează pe Andrei Sangheli în funcția de prim-ministru. Desemnarea lui Andrei Sangheli ca prim-ministru a fost una dintre condițiile „Convenției Elțîn-Snegur”, care prevedea formarea unui guvern de "conciliere". Andrei Sangheli este ales în anul 1994 ca deputat în Parlamentul republicii Moldova pe listele PDAM. La 5 aprilie 1994, Andrei Sangheli este reconfirmat în funcția de prim-ministru al Republicii Moldova.
Constituția adoptată de către Republica Moldova la 27 august 1994 consacră „limba moldovenească” drept limbă de stat, iar premierul Andrei Sangheli declară că România „nu a dat Moldovei nici un creion pe gratis”.
Andrei Sangheli este candidat al Partidului Democrat-Agrar din Moldova la alegerile prezidențiale din 17 noiembrie 1996. Se clasează abia pe locul IV cu un procent de 9,50% dintre voturi.
Înfrângerea reprezentantului PDAM în alegerile prezidențiale a însemnat declinul autorității acestui partid, care a avut ca efect demisia cabinetului Sangheli la 24 ianuarie 1997. O altă cauză a demisiei guvernului Sangheli poate fi considerată sciziunea Partidului Democrat Agrar din Moldova, determinată de părăsirea PDAM a unui grup de deputați agrarieni, condus de Dumitru Diacov, vicepreședinte al Parlamentului.
Andrei Sangheli a candidat la alegerile parlamentare din anul 1998 pe listele PDAM, dar acest partid odinioară de guvernământ, nu a reușit să depășească pragul electoral și să intre în Parlament.
În prezent, Andrei Sangheli este director general al companiei „Limagrain Moldova”.